# Diego Roncaglio
Diego Roncaglio (Blumenau, 15 luglio 1988) è un giocatore di calcio a 5 brasiliano.
Con la nazionale brasiliana è stato campione del mondo nel 2024 e campione sudamericano nel 2024.

## Carriera
Formatosi nel settore giovanile dell'Hering, principale squadra di Blumenau, Roncaglio gioca in seguito per Jaraguá, Joinville e Guarapuava. Nel 2014 viene eletto miglior portiere della Liga Futsal. Nel giugno del 2015 si trasferisce in Europa, accordandosi con i kazaki del Qairat. Roncaglio riceve la sua prima chiamata nella nazionale maschile di calcio a 5 del Brasile nel 2019, venendo incluso nello stesso anno nella lista dei convocati per la Copa América, annullata in seguito ai disordini scoppiati in Cile. In seguito, partecipa alla Copa América 2022, conclusa dai verdeoro al terzo posto, e alla vittoriosa edizione 2024.

## Palmarès

### Club
- Campionato brasiliano: 2
Jaraguá: 2007, 2008
- Taça Brasil: 1
Joinville: 2011
- Campionato kazako: 2
Kairat: 2015-16, 2016-17
- Coppa del Kazakistan: 1
Kairat: 2015-16, 2016-17
- Campionato portoghese: 1
Benfica: 2018-19
- Taça da Liga: 3
Benfica: 2017-18, 2018-19, 2019-20
- Campionato belga: 1
Anderlecht: 2022-23
- Coppa del Belgio: 1
Anderlecht: 2022-23

### Nazionale
- Coppa America: 1
Paraguay 2024
- Campionato mondiale: 1
Uzbekistan 2024